# Pitești, Leova
Pitești este un sat din cadrul comunei Beștemac din raionul Leova, Republica Moldova.

## Demografie

### Structura etnică
Structura etnică a localității conform recensământului populației din 2004:
| Grup etnic                    | Populație | % Procentaj |
| ----------------------------- | --------- | ----------- |
| Băștinași declarați Moldoveni | 34        | 70,83%      |
| Găgăuzi                       | 11        | 22,92%      |
| Bulgari                       | 2         | 4,17%       |
| Ucraineni                     | 1         | 2,08%       |
| Total                         | 48        |             |